# 杜安扎
杜安扎（Douentza）是马里中部莫普提区的一个城镇，为杜安扎县的行政中心。
2012年4月5日，反政府武装阿扎瓦德民族解放运动攻占了杜安扎。同年9月，西非聖戰統一運動的伊斯蘭武裝分子佔領杜安扎。